# Ronde van Frankrijk 2009/Vijftiende etappe
De vijftiende etappe van de Ronde van Frankrijk 2009 werd verreden op zondag 19 juli 2009 over een afstand van 207 kilometer tussen Pontarlier en Verbier. De renners moeten eerst vijf kleine bergen beklimmen om aan het eind van de etappe bergop te finishen in Verbier.
Belgisch kampioen Tom Boonen verscheen niet aan de start van de vijftiende etappe. Vladimir Jefimkin, de Russische kopman van AG2R, had te veel last van zijn blessures die hij in eerdere etappes had opgelopen en kneep halverwege de etappe in de remmen.

## Verloop
Rond de klok van twaalven begon het peloton zonder Tom Boonen, aan de 15e etappe van de tour. Tijdens de beklimming van de eerste drie colletjes regende het vluchtpogingen, maar pas na de vierde col bleven er voorin tien man over. Ook de Rabobank was nu eens vertegenwoordigd in de kopgroep met Juan Antonio Flecha, die voorts bestond uit David Moncoutié, Mikel Astarloza, Ryder Hesjedal, Simon Špilak, Amaël Moinard, Jurgen Van den Broeck, José Iván Gutiérrez, Pierrick Fédrigo en de oude geletruidrager Fabian Cancellara.
Het tiental begon met 4 minuten voorsprong aan de Mosses, een col van de tweede categorie. Daarachter kwam het peloton dat, zoals bijna de hele week al, voortdurend door Team Astana werd geleid. De kopgroep bleef bijeen tot de 8,8 kilometer lange col van de eerste categorie met 18 haarspeldbochten en een stijgingspercentage van 7,5%. Aan de voet nam Simon Špilak de benen, maar hij werd even later ingehaald toen Alberto Contador het op zijn heupen kreeg. De Spanjaard maakte 5 kilometer voor de meet met een indrukwekkende versnelling een einde aan de discussie over het kopmanschap van Astana.
Contador sloeg binnen een mum van tijd een gat op alle andere favorieten. Alleen Saxo-troef Andy Schleck kwam nog enigszins in de buurt, de Luxemburger kwam 45 seconden later over de finish. Lance Armstrong eindigde wel in de top tien, maar moest ruim anderhalve minuut toegeven op zijn ploeggenoot. In de strijd om de gele trui staat hij tweede, net voor Bradley Wiggins.

### Bergsprints
| Beklimming Côte du Rafour na 8,0 km | Beklimming Côte du Rafour na 8,0 km | Beklimming Côte du Rafour na 8,0 km | 3e cat. 3,7 km à 5,1 % | 3e cat. 3,7 km à 5,1 % |
| Plaats                              | Naam                                | Naam                                | Punten                 |                        |
| Winnaar                             | Franco Pellizotti                   | Franco Pellizotti                   | 4                      |                        |
| 2                                   | Pierrick Fédrigo                    | Pierrick Fédrigo                    | 3                      |                        |
| 3                                   | Egoi Martínez                       | Egoi Martínez                       | 2                      |                        |
| 4                                   | Jurgen Van den Broeck               | Jurgen Van den Broeck               | 1                      |                        |

| Beklimming Côte des Etroits na 18,5 km | Beklimming Côte des Etroits na 18,5 km | Beklimming Côte des Etroits na 18,5 km | 3e cat. 1,5 km à 5 % | 3e cat. 1,5 km à 5 % |
| Plaats                                 | Naam                                   | Naam                                   | Punten               |                      |
| Winnaar                                | Franco Pellizotti                      | Franco Pellizotti                      | 4                    |                      |
| 2                                      | Sylvain Chavanel                       | Sylvain Chavanel                       | 3                    |                      |
| 3                                      | Egoi Martínez                          | Egoi Martínez                          | 2                    |                      |
| 4                                      | David Loosli                           | David Loosli                           | 1                    |                      |

| Beklimming Côte de la Carrière na 54,0 km | Beklimming Côte de la Carrière na 54,0 km | Beklimming Côte de la Carrière na 54,0 km | 3e cat. 6,3 km à 4,4 % | 3e cat. 6,3 km à 4,4 % |
| Plaats                                    | Naam                                      | Naam                                      | Punten                 |                        |
| Winnaar                                   | Christophe Kern                           | Christophe Kern                           | 4                      |                        |
| 2                                         | Franco Pellizotti                         | Franco Pellizotti                         | 3                      |                        |
| 3                                         | Egoi Martínez                             | Egoi Martínez                             | 2                      |                        |
| 4                                         | José Iván Gutiérrez                       | José Iván Gutiérrez                       | 1                      |                        |

| Beklimming Côte de Prévonloup na 74,0 km | Beklimming Côte de Prévonloup na 74,0 km | Beklimming Côte de Prévonloup na 74,0 km | 3e cat. 4,5 km à 4,7 % | 3e cat. 4,5 km à 4,7 % |
| Plaats                                   | Naam                                     | Naam                                     | Punten                 |                        |
| Winnaar                                  | Ryder Hesjedal                           | Ryder Hesjedal                           | 4                      |                        |
| 2                                        | Pierrick Fédrigo                         | Pierrick Fédrigo                         | 3                      |                        |
| 3                                        | José Iván Gutiérrez                      | José Iván Gutiérrez                      | 2                      |                        |
| 4                                        | Mikel Astarloza                          | Mikel Astarloza                          | 1                      |                        |

| Beklimming Col des Mosses na 135 km | Beklimming Col des Mosses na 135 km | Beklimming Col des Mosses na 135 km | 2e cat. 13,8 km à 4,0 % | 2e cat. 13,8 km à 4,0 % |
| Plaats                              | Naam                                | Naam                                | Punten                  |                         |
| Winnaar                             | Pierrick Fédrigo                    | Pierrick Fédrigo                    | 10                      |                         |
| 2                                   | Mikel Astarloza                     | Mikel Astarloza                     | 9                       |                         |
| 3                                   | Jurgen Van den Broeck               | Jurgen Van den Broeck               | 8                       |                         |
| 4                                   | David Moncoutié                     | David Moncoutié                     | 7                       |                         |
| 5                                   | Amaël Moinard                       | Amaël Moinard                       | 6                       |                         |
| 6                                   | José Iván Gutiérrez                 | José Iván Gutiérrez                 | 5                       |                         |

| Beklimming Verbier na 198,5 km | Beklimming Verbier na 198,5 km | Beklimming Verbier na 198,5 km | 1e cat. 8,8 km à 7,5 % | 1e cat. 8,8 km à 7,5 % |
| Plaats                         | Naam                           | Naam                           | Punten                 |                        |
| Winnaar                        | Alberto Contador               | Alberto Contador               | 30                     |                        |
| 2                              | Andy Schleck                   | Andy Schleck                   | 26                     |                        |
| 3                              | Vincenzo Nibali                | Vincenzo Nibali                | 22                     |                        |
| 4                              | Fränk Schleck                  | Fränk Schleck                  | 18                     |                        |
| 5                              | Bradley Wiggins                | Bradley Wiggins                | 16                     |                        |
| 6                              | Carlos Sastre                  | Carlos Sastre                  | 14                     |                        |
| 7                              | Cadel Evans                    | Cadel Evans                    | 12                     |                        |
| 8                              | Andreas Klöden                 | Andreas Klöden                 | 10                     |                        |

### Tussensprints
| Tussensprint Thierrens na 56,5 km |                 |        |
| Plaats                            | Naam            | Punten |
| Winnaar                           | Egoi Martínez   | 6      |
| 2                                 | Ryder Hesjedal  | 4      |
| 3                                 | Christophe Kern | 2      |

| Tussensprint Martigny na 181 km |                       |        |
| Plaats                          | Naam                  | Punten |
| Winnaar                         | Amaël Moinard         | 6      |
| 2                               | Jurgen Van den Broeck | 4      |
| 3                               | David Moncoutié       | 2      |

## Uitslag
| Rang | Renner           | Land                | Ploeg          | Tijd      |
| ---- | ---------------- | ------------------- | -------------- | --------- |
| 1    | Alberto Contador | Spanje              | Astana         | 5u03'58"  |
| 2    | Andy Schleck     | Luxemburg           | Team Saxo Bank | op 00'43" |
| 3    | Vincenzo Nibali  | Italië              | Liquigas       | op 01'03" |
| 4    | Fränk Schleck    | Luxemburg           | Team Saxo Bank | op 01'06" |
| 5    | Bradley Wiggins  | Verenigd Koninkrijk | Team Garmin    | z.t.      |
| 6    | Carlos Sastre    | Spanje              | Cervélo        | z.t.      |
| 7    | Cadel Evans      | Australië           | Silence-Lotto  | op 01'26" |
| 8    | Andreas Klöden   | Duitsland           | Astana         | op 01'29" |
| 9    | Lance Armstrong  | Verenigde Staten    | Astana         | op 01'35" |
| 10   | Kim Kirchen      | Luxemburg           | Team Columbia  | op 01'55" |

## Strijdlustigste renner
| Renner       | Land     | Ploeg  |
| ------------ | -------- | ------ |
| Simon Špilak | Slovenië | Lampre |

## Algemeen klassement
| Rang | Renner              | Land                | Ploeg                 | Tijd      |
| ---- | ------------------- | ------------------- | --------------------- | --------- |
|      | Alberto Contador    | Spanje              | Astana                | 63u17'56" |
| 2    | Lance Armstrong     | Verenigde Staten    | Astana                | op 01'37" |
| 3    | Bradley Wiggins     | Verenigd Koninkrijk | Team Garmin           | op 01'46" |
| 4    | Andreas Klöden      | Duitsland           | Astana                | op 02'17" |
| 5    | Andy Schleck        | Luxemburg           | Team Saxo Bank        | op 02'26" |
| 6    | Rinaldo Nocentini   | Italië              | AG2R                  | op 02'30" |
| 7    | Vincenzo Nibali     | Italië              | Liquigas              | op 02'51" |
| 8    | Tony Martin         | Duitsland           | Team Columbia         | op 03'07" |
| 9    | Christophe Le Mével | Frankrijk           | La Française des Jeux | op 03'09" |
| 10   | Fränk Schleck       | Luxemburg           | Team Saxo Bank        | op 03'25" |

## Nevenklassementen

### Puntenklassement
| Rang | Renner             | Land                | Ploeg            | Punten  |
| ---- | ------------------ | ------------------- | ---------------- | ------- |
|      | Thor Hushovd       | Noorwegen           | Cervélo          | 218 ptn |
| 2    | Mark Cavendish     | Verenigd Koninkrijk | Team Columbia    | 200 ptn |
| 3    | José Joaquín Rojas | Spanje              | Caisse d'Epargne | 126 ptn |

### Bergklassement
| Rang | Renner            | Land      | Ploeg             | Punten  |
| ---- | ----------------- | --------- | ----------------- | ------- |
|      | Franco Pellizotti | Italië    | Liquigas          | 109 ptn |
| 2    | Egoi Martínez     | Spanje    | Euskaltel-Euskadi | 101 ptn |
| 3    | Brice Feillu      | Frankrijk | AG2R              | 64 ptn  |

### Jongerenklassement
| Rang | Renner          | Land      | Ploeg          | Tijd       |
| ---- | --------------- | --------- | -------------- | ---------- |
|      | Andy Schleck    | Luxemburg | Team Saxo Bank | 63u 20'22" |
| 2    | Vincenzo Nibali | Italië    | Liquigas       | op 25"     |
| 3    | Tony Martin     | Duitsland | Team Columbia  | op 41"     |

### Ploegenklassement
| Rang | Ploeg          | Land       | Tijd       |
| ---- | -------------- | ---------- | ---------- |
|      | Astana         | Kazachstan | 188u22'49" |
| 2    | AG2R           | Frankrijk  | op 01'17"  |
| 3    | Team Saxo Bank | Denemarken | op 02'14"  |

1e etappe ·
2e etappe ·
3e etappe ·
4e etappe ·
5e etappe ·
6e etappe ·
7e etappe ·
8e etappe ·
9e etappe ·
10e etappe ·
11e etappe ·
12e etappe ·
13e etappe ·
14e etappe ·
15e etappe ·
16e etappe ·
17e etappe ·
18e etappe ·
19e etappe ·
20e etappe ·
21e etappe
Startlijst · Eindstanden · Afbeeldingen